# Jurij Dalmatin
Jurij Dalmatin (cap al 1547 - 31 d'agost del 1589) va ser un ministre luterà, escriptor i traductor eslovè que va traduir tota la Bíblia a l'eslovè.

## Vida
Nascut a Krško, Dalmatin venia d'una família dàlmata. Va estudiar fins als 18 anys amb el professor i gramàtic protestant Adam Bohorič, i a continuació a Württemberg i Bebenhausen, al sud de Tübingen (Alemanya). L'agost del 1566 va entrar a la Universitat de Tübingen, on el març del 1569 va aconseguir el títol de baccalarius i l'agost del 1569 el de magister amb la tesi De catholica et catholicis disputatio (publicada el 1572). Aquests estudis a Alemanya els van finançar Bohorič i el reformador protestant Primož Trubar. Dalmatin va esdevenir un predicador a Ljubljana el 1572.
Va tenir una esposa anomenada Barbara, amb qui va tenir quatre fills: Janez, Katarina, Elizabeta i Marko. Va morir a Ljubljana el 1589.

## Obra
Dalmatin va escriure diversos llibres religiosos, com ara Karšanske lepe molitve (Belles pregàries cristianes, 1584), Ta kratki wittenberški katekizmus (El catecisme menor de Wittenberg, 1585) i Agenda (1589), però el seu assoliment més important és la traducció integral de la Bíblia a l'eslovè. Es diu que gran part de la traducció la va escriure al castell de Turjak sota la protecció de Herbard VIII von Auersperg (el governador de Carniola) i del seu fill, Christoph von Auersperg, en una espècie de santuari com el que va tenir Martí Luter al castell de Wartburg gràcies a Frederic III de Saxònia., però això ha estat refutat com a mera llegenda.
El títol original de la traducció de Dalmatin era Bibilija, tu je, vse Svetu Pismu, Stariga inu Noviga Testamenta, Slovenski tolmačena, skuzi Jurija Dalmatina (La Bíblia, això és, totes les Sagrades Escriptures, de l'Antic i el Nou Testament, traduïdes a l'eslovè per Jurij Dalmatin), i es va publicar el 1583 impresa en l'alfabet de Bohorič. Aquesta obra va establir la norma de la llengua estàndard eslovena (amb innovacions ulteriors en el vocabulari) fins a la primera meitat del segle xix.